# Sahara (film, 2005)
Pour les articles homonymes, voir Sahara (homonymie).
Pour plus de détails, voir Fiche technique et Distribution.
Sahara est un film d'aventure américano-britanico-hispano-allemand réalisé par Breck Eisner, sorti en 2005.

## Synopsis
Accompagné de son inséparable partenaire Al Giordino et du docteur Eva Rojas, une médecin de l'OMS, Dirk Pitt se lance dans une chasse au trésor qui va les conduire dans les régions les plus reculées du Sahara, sur les traces du CSS Texas, un cuirassé confédéré mystérieusement disparu en 1864 avec sa cargaison secrète et d'une mystérieuse maladie décimant les habitants du Nigeria et du Mali.

## Fiche technique
- Titre original, français et québécois : Sahara
- Réalisation : Breck Eisner
- Scénario : Thomas Dean Donnelly, Joshua Oppenheimer, John C. Richards et James V. Hart, d'après le roman de Clive Cussler
- Photographie : Seamus McGarvey
- Montage : Andrew MacRitchie
- Décors : Allan Cameron
- Musique : Clint Mansell
- Effets spéciaux : John Evans
- Production : Stephanie Austin, Howard Baldwin, Karen Elise Baldwin, Mace Neufeld, David Barron, Bill Brown et Henning Molfenter
- Société de production : Paramount Pictures, Bristol Bay Productions, Baldwin Entertainment Group, J.K. Livin Productions, Desertlands Entertainment, Kanzaman Productions, Babelsberg Studios, Moguletta, Sahara Productions et Mace Neufeld Productions
- Société de distribution : Paramount Pictures
- Budget : 130 millions $[1]
- Pays de production : États-Unis, Royaume-Uni, Espagne et Allemagne
- Format : couleur - 2,35:1 - DTS / Dolby Digital / SDDS - 35 mm
- Genre : aventure et action
- Durée : 124 minutes
- Dates de sortie :
  - États-Unis : 4 avril 2005 (première, Hollywood), 8 avril 2005 (Sortie nationale)
  - Royaume-Uni : 8 avril 2005
  - Espagne : 22 avril 2005
  - France : 1er juin 2005
  - Allemagne : 2 juin 2005
  - Belgique : 15 juin 2005

## Distribution
- Matthew McConaughey (VF : Bruno Choël - VQ : Daniel Picard) : Dirk Pitt
- Penélope Cruz (VF : Barbara Delsol - VQ : Viviane Pacal) : Eva Rojas
- Steve Zahn (VF : Jérôme Pauwels - VQ : Louis-Philippe Dandenault) : Al Giordino
- Lambert Wilson (VF : lui-même - VQ : Pierre Auger) : Yves Massarde
- Lennie James (VF : Emmanuel Gomès Dekset - VQ : Manuel Tadros) : le général Kazim
- Dayna Cussler : Kitty Mannock
- Clint Dyer (VF : Lucien Jean-Baptiste) : Oshodi
- Delroy Lindo (VF : Pascal Renwick) : l'agent Carl
- William H. Macy (VF : Jacques Bouanich - VQ : Raymond Bouchard) : l'amiral James Sandecker
- Patrick Malahide (VF : Georges Claisse) : l'ambassadeur Polidori
- Glynn Turman (VF : Thierry Desroses)  : le docteur Frank Hopper
- Nathan Osgood: le lieutenant Gun
- Billy Seymour : Powder Monkey
- Rainn Wilson (VF : Gérard Darier) : Rudi Gunn
- Mark Wells : un marin
- Daniel Lobé (VF : lui-même) : Touareg Sangare

## Production

### Choix des interprètes
- Hugh Jackman avait accepté de jouer le rôle de Dirk Pitt, et le tournage avait débuté à l'été 2001, mais il fut suspendu en raison des attentats du 11 septembre. Lorsque le tournage reprit en 2003, Hugh Jackman n'était plus disponible car il tournait "X-Men 2". Des rumeurs circulèrent alors selon lesquelles Tom Cruise ou Brad Pitt se verrait confier le rôle.

### Lieux de tournage
- Les scènes ont été tournées au Maroc.

## Accueil

### Critiques
Sahara a reçu des critiques mitigées. Sur le site Rotten Tomatoes, le film a un score de 38 % basé sur 175 avis. Le consensus est le suivant : « Un film d'aventures insensé avec une intrigue absurde ». Sur Metacritic Le film a reçu une note moyenne de 41⁄100 sur 33 comptes rendus de critique, ce qui indique « des critiques mitigées ou moyennes ».

### Box-office
Le film est un des plus gros échecs au box-office, Bristol Bay Productions et Paramount Pictures enregistrent une perte de 11 millions de dollars.
| Pays ou région    | Box-office      | Date d'arrêt du box-office | Nombre de semaines |
| ----------------- | --------------- | -------------------------- | ------------------ |
| États-Unis Canada | 68 671 925 $    | -                          | -                  |
| France            | 318 983 entrées | -                          | -                  |
| Total mondial     | 119 240 351 $   | -                          | -                  |

## Analyse

### Comparaison avec le livre de Clive Cussler
Les débuts du livre et du film sont très semblables : les différences sont mineures, par exemple, dans le livre, les premières scènes se passent le long du Nil, en Égypte et non au Nigeria.
Par contre, la suite est différente (d'où d'ailleurs la raison du procès intenté par Clive Cussler) : dans le livre, il y a un épisode dans une mine d'or où blancs et noirs sont condamnés aux travaux forcés, avec une geôlière au fouet. Cette partie n'existe pas dans le film.
À la fin du livre et du film, il y a un combat entre les bons et l'armée malienne. Dans les deux cas, l'armée malienne est vaincue malgré une supériorité numérique et matérielle écrasante. Dans le film, il s'agit du trio de héros à côté de l'épave d'un cuirassé de la guerre de Sécession, le CSS Texas, alors que dans le livre, il s'agit d'un commando de l'Organisation des Nations unies, réfugié dans un ancien fort de la Légion étrangère. Dans le film, un canon du CSS Texas abat un hélicoptère. Dans le livre, une catapulte avec des bidons d'essence enflammés permet de tirer (avec précision !) et de détruire des chars d'assaut maliens.
La femme médecin est un des deux personnages principaux du film, alors que dans le livre, c'est un personnage secondaire. Bien évidemment, dans les deux œuvres, le médecin tombe amoureux de son beau sauveteur.
Les deux personnages masculins du film, Dirk Pitt et Al Giordino, ne souffrent jamais de la soif, même en plein milieu du Sahara ; à l'opposé, la soif est omniprésente dans le livre.
Le livre est beaucoup plus violent que le film.
Dans le film, un épisode très court dépeint Dirk Pitt et Al Giordino découvrant une carcasse d'avion déglinguée au milieu du désert, qu'ils transforment en char à voile. Dans le livre, la genèse de cette carcasse est une des principales composantes de l'intrigue, son pilote ayant été l'une des pionnières de l'aviation des années 1930 (à l'instar d'Amelia Earhart). 
Le livre révèle une machination sur le faux assassinat d'Abraham Lincoln, en 1865. L'un des derniers chapitres est pratiquement dithyrambique sur Abraham Lincoln et sur le patriotisme actuel aux États-Unis.

## Autour du film
- Clive Cussler, l'auteur du roman adapté par le film, engage un procès contre son producteur, Philip Anschutz, pour ne pas l'avoir consulté sur le scénario du film, entraînant des invraisemblances :
  - Le film n'explique pas pourquoi un bateau de la guerre de Sécession se retrouve dans un fleuve africain. Cette incohérence n'existait pas dans le livre.
  - Dans le film, les Touaregs servent de deus ex machina, ils sont du côté des bons. Dans le livre, il n'y a pas de Touaregs ou, du moins, ils ne jouent pas ce rôle.
- Vingt-deux ans avant d'apparaître dans ce film, Lambert Wilson avait également joué dans un autre film américain également intitulé Sahara.